# Ty Loney
Ty Loney (* 1. März 1992 in Valencia, Pennsylvania) ist ein ehemaliger US-amerikanischer Eishockeyspieler, der im Verlauf seiner aktiven Karriere zwischen 2009 und 2023 unter anderem 215 Spiele für die Graz 99ers, Vienna Capitals und den EC Red Bull Salzburg in der Erste Bank Eishockey Liga (EBEL) bzw. ICE Hockey League auf der Position des rechten Flügelstürmers bestritten hat. Mit Salzburg gewann Loney zweimal die Meisterschaft der Liga sowie den Österreichischen Meistertitel. Sein Vater Troy Loney war ebenfalls professioneller Eishockeyspieler und wurde mit den Pittsburgh Penguins zweimaliger Stanley-Cup-Sieger.

## Karriere
Nach zwei Spielzeiten bei den Youngstown Phantoms in der United States Hockey League (USHL), spielte Loney vier Jahre für die University of Denver. Nachdem sich keines der 30 NHL-Teams entschieden hat, Loney zu draften, unterschrieb er zum Ende der Saison 2014/15 einen Probevertrag bei den Norfolk Admirals in der American Hockey League (AHL).
Nach vier Punkten in fünf Spielen wurde sein Vertrag für die folgende Spielzeit nicht verlängert und somit wechselte Loney zu den Wilkes-Barre/Scranton Penguins, dem Farmteam der Pittsburgh Penguins. Auch dort konnte Loney nicht überzeugen, folgend wechselte er unter der Saison in die ECHL zu den Wheeling Nailers. Zur Saison 2016/17 unterschrieb der Stürmer bei den Adirondack Thunder, die er nach 36 Spielen wieder in Richtung AHL verließ. Vier Spiele für die Albany Devils folgten 28 Spiele für die Chicago Wolves. Für die Saison 2017/18 nahmen in die Syracuse Crunch, das Farmteam der Tampa Bay Lightning, unter Vertrag. Nach acht Spielen wurde er abermals in die ECHL geschickt. Wieder stand er für die Adirondack Thunder auf dem Eis. Nach 32 Spielen wurde er von den Syracuse Crunch zu den Bakersfield Condors transferiert.
Nach fünf Profijahren in Nordamerika wechselte Loney zur Saison 2018/19 erstmals nach Europa. Die Graz 99ers aus der Erste Bank Eishockey Liga (EBEL) nahmen den US-Amerikaner unter Vertrag. Als Topscorer verließ er zur folgenden Saison die Grazer in Richtung Vienna Capitals. Gemeinsam mit Ali Wukovits und Benjamin Nissner wechselte Loney im Mai 2021 zum EC Red Bull Salzburg. Dort konnte er zweimal die Meisterschaft der Liga sowie den Österreichischen Meistertitel gewinnen. Im Sommer 2023 beendete der 31-Jährige seine aktive Karriere.

## Erfolge und Auszeichnungen
| - 2014 NCHC-Meisterschaft mit der University of Denver - 2014 NCHC All-Tournament Team - 2021 Bester Torschütze der ICEHL-Playoffs | - 2021 ICEHL All-Star Team - 2022 ICEHL-Meister und Österreichischer Meister mit dem EC Red Bull Salzburg - 2023 ICEHL-Meister und Österreichischer Meister mit dem EC Red Bull Salzburg |

## Karrierestatistik
(Legende zur Spielerstatistik: Sp oder GP = absolvierte Spiele; T oder G = erzielte Tore; V oder A = erzielte Assists; Pkt oder Pts = erzielte Scorerpunkte; SM oder PIM = erhaltene Strafminuten; +/− = Plus/Minus-Bilanz; PP = erzielte Überzahltore; SH = erzielte Unterzahltore; GW = erzielte Siegtore; 1 Play-downs/Relegation; Kursiv: Statistik nicht vollständig)